# Rio Anadyr
O rio Anadyr (em russo:  Ана́дырь) é um importante rio do extremo oriente russo, no nordeste da Sibéria. Tem 1150 km de comprimento e drena uma bacia de 191000 km2 para a baía de Anadyr no mar de Bering.
O rio congela de outubro ao final de maio e tem um caudal máximo em junho com o derretimento da neve. É navegável em pequenos barcos em cerca de 570 km até perto de Markovo. A oeste de Markovo, fica nas Terras Altas de Anadyr (montanhas e vales moderados com algumas árvores) e a leste de Markovo se desloca para as Terras Anadyr (tundra plana e sem árvores, com lagos e pântanos). A queda de Markovo para o mar é inferior a 30 metros.
O Anadyr segue a cerca de 67° N de latitude e 173° E de longitude nas Terras Altas de Anadyr, perto das cabeceiras do rio Maly Anyuy, flui para sudoeste recebendo as águas dos rios Yablon e Eropol, vira para leste e passa por Markovo e o antigo local de Anadyrsk, vira para norte e leste e recebe o rio Mayn pelo sul, circundando assim o Lebediny Zakaznik, vira para nordeste e recebe o rio Belaya do norte nas planícies Parapol-Belsky, depois passa Ust Belaya e vira para o sudeste nas terras baixas do Anadyr. Depois passa pelo Ust-Tanyurer Zakaznik e recebe o rio Tanyurer pelo norte. No lago Krasnoye, vira para leste e desagua na Baía Onemen do estuário de Anadyr. Se a baía Onemen for considerada parte do rio, também recebe o rio Velikaya (Chukotka) do sul e o rio Kanchalan do norte.
A sua bacia é cercada pelo rio Amguyema e Palyavaam (norte), pelo rio Bolshoy Anyuy (noroeste) e pelo ramo Oloy do rio Omolon e pelo rio Penzhina (sudoeste).
A região deste rio é uma tundra rica em espécies vegetais que são muito comuns. A região é dominada por montanhas escarpadas que compõem uma majestosa paisagem. A região está congelada nove meses por ano e os rios são usados como caminhos.
A cidade de Anadyr, centro administrativo do distrito de Chukotka, está localizada junto da foz do rio.